# Против Аристогитона вторая
«Против Аристогитона вторая» — судебная речь, приписываемая древнегреческому оратору Демосфену и сохранившаяся в составе «демосфеновского корпуса» под номером XXVI, вторая из двух речей против Аристогитона. Могла быть произнесена в 338 году до н. э. или немного позже. Многие античные авторы и современные исследователи предполагают, что в действительности речь написана не Демосфеном, а каким-то неизвестным автором.